# 好地由太郎

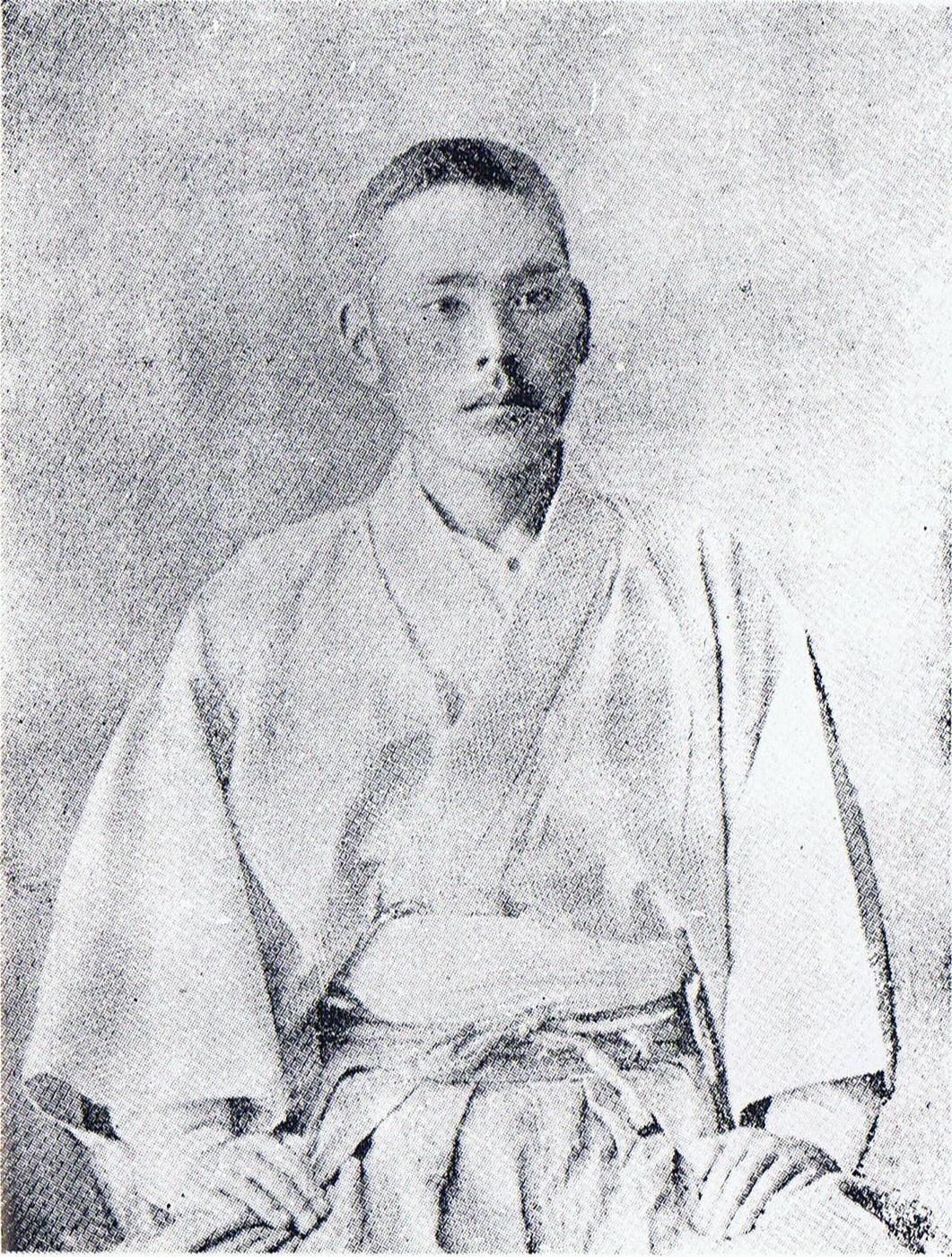
出獄時

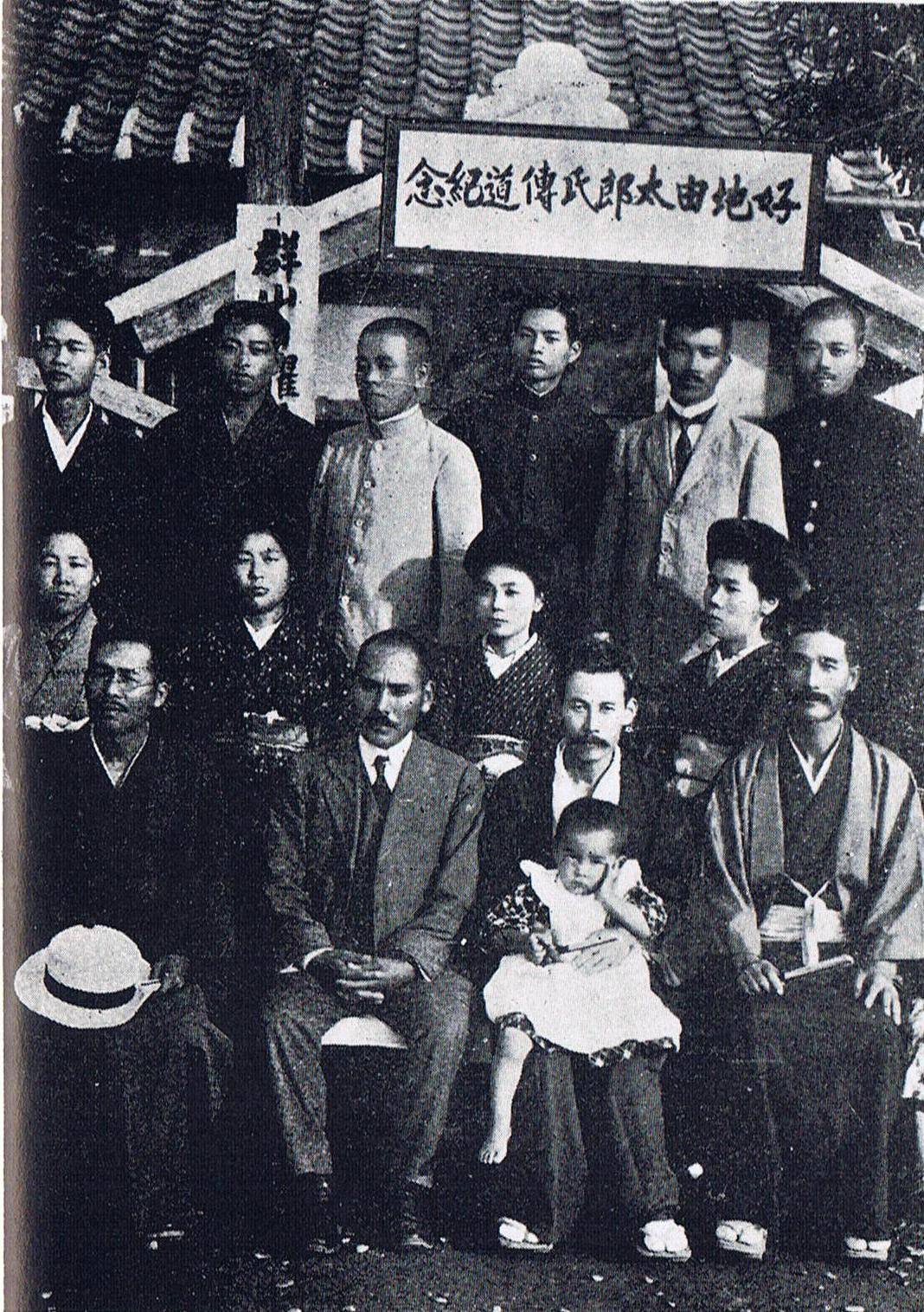
伝道旅行

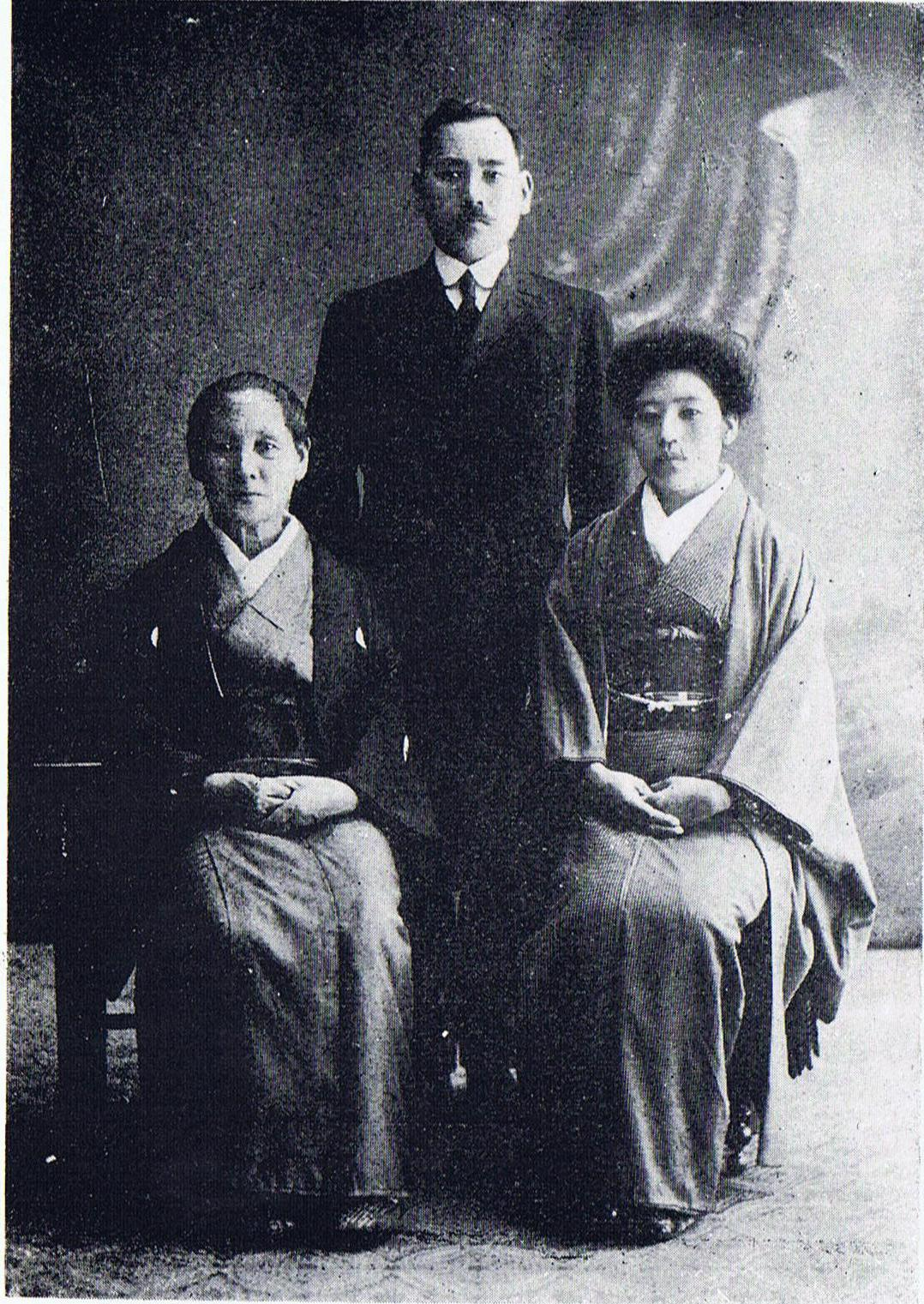
妻と母

好地 由太郎（こうち よしたろう、1865年（慶応元年）5月15日 - 没年月日不詳）はホーリネスの伝道者。

## 生涯
1865年（慶応元年）5月15日千葉県金田村に生まれた。1882年（明治15年）に17歳で奉公先の女主人に対して性的罪を犯し、それを隠蔽するため殺害・放火して逮捕され、死刑を宣告されるが、未成年のために無期懲役刑になる。
鍛冶橋監獄で、安川亨に聖書を送られる。冤罪で投獄されていた青年伝道者の祈りに心を動かされて、入信した。牢獄内で迫害を受けるが、留岡幸助が教戒師になり、留岡と妻の夏子に大きな影響を受けた。
その後、模範囚になって1904年（明治37年）に出獄して諸方で伝道活動をして、1905年（明治38年）4月に留岡幸助の司式で結婚して巣鴨に住んでいたが、7月より開館した浅草の駒形伝道館に住み込んで伝道をした。
会館以来連夜説教会を開催して多くの人が救われた。公園内で路傍伝道説教をしたが、9月に由地が留守の間に、伝道館で婦人会の最中に、暴徒に襲われ家財道具を焼かれた。好地の妻は暴徒に追われて逃げ場を失い、隅田川の大川端まで逃げて逃げ場を失い投身自殺をしようとしたが、聖書を見ておもい留まり、暴徒から逃れることができた。
後に好地のこの時逮捕された暴徒の一人に聖書を差し入れた。後に、多くの重罪人を回心に導いた。
この事件は当時のキリスト教界に知れ渡り、基督教会側の、西洋人一人、日本人一人が忠告委員として、責任者の中央福音伝道館の中田重治に忠告しに行った。「中田君。浅草の観音堂の下で路傍説教をさせて、偶像を攻撃させるものだから、あんなことになったのだ。今後注意してもらいたい」と忠告されると、中田は「それなら、更にまされる伝道方を示してくれ給え」と反論した。
浅草伝道館を退いた後に、向島須崎町に移り、聖城団と名づけて、出獄人は不良青年の保護や天幕伝道などをした。その頃松山監獄よりいらいで、「熊ん蜂」という通称の囚人を引き受けた。後に彼は、好地の伝道を助けた。
1907年（明治40年）11月6日に、中田重治と共に千葉県に巡回して、東金や銚子に行った。銚子では都田友次郎(都田恒太郎の父)の伝道を応援した。
1908年（明治41年）5月10日、東洋宣教会が役員制度を設けたときに、柏木聖書学院の教職者になった。
1908年（明治41年）、大久保百人町に家を建てて家族と共に移り住んだ。その後、全国の監獄伝道を巡回伝道するようになり、司法省の直木監獄課長の紹介状をもらって全国を回った。

## 自伝
- 『-獄中30年-恩寵の生涯』真菜書房